# Галишник
Галишник или Галешник је ненасељено острвце у хрватском дијелу Јадранског мора. Налази се у групи Паклених отока у средњој Далмацији пред улазом у луку града Хвара и сјеверно од острва Свети Јеролим. Његова површина износи 0,015 km², док дужина обалске линије износи 0,45 km. Највиши врх је висок 18 m. На острвцу се налази свјетионик и мања тврђава, коју су почетком 19. вијека, након повлачења Француза из Илирских провинција саградили Аустријанци. Административно припада Граду Хвару у Сплитско-далматинској жупанији.